# Lynn Hastings
Lynn Hastings ist eine kanadische Juristin und Funktionärin der Vereinten Nationen, die seit 2020 stellvertretende Sonderkoordinatorin der Vereinten Nationen für den Nahost-Friedensprozess UNSCO (United Nations Special Coordinator for the Middle East Peace Process) ist.

## Leben
Lynn Hastings begann nach dem Schulbesuch ein grundständiges Studium an der University of Windsor, das sie mit einem Bachelor of Arts (B.A.) beendete. Ein darauf folgendes Studium der Rechtswissenschaften an der University of Windsor schloss sie mit einem Bachelor of Laws (LL.B.) ab. Sie absolvierte zudem ein postgraduales Studium der Rechtswissenschaften an The University of Edinburgh, welches sie mit einem Master of Laws (LL.B.) beendete. Danach war sie als Rechtsanwältin sowie als Forschungsmitarbeiterin für die Internationale Juristenkommission tätig. Sie war danach in verschiedenen Funktionen für die Organisation für Sicherheit und Zusammenarbeit in Europa (OSZE), den Hohen Kommissar der Vereinten Nationen für Menschenrechte (OHCHR), die Interimsverwaltungsmission der Vereinten Nationen im Kosovo UNMIK (United Nations Interim Administration Mission in Kosovo) sowie die Unterstützungsmission der Vereinten Nationen in Osttimor UNMISET (United Nations Mission of Support in East Timor) tätig.
Nachdem Lynn Hastings als UN-Vertreterin im Büro des Nahost-Quartetts für den Friedensprozess im Nahen Osten tätig gewesen war, war sie zwischen 2003 und 2011 Stabschefin im Büro des Sonderkoordinators der Vereinten Nationen für den Nahost-Friedensprozess UNSCO (United Nations Special Coordinator for the Middle East Peace Process). Im Anschluss fungierte sie von 2011 bis 2014 als Länderdirektorin für Pakistan im Amt der Vereinten Nationen für die Koordinierung humanitärer Angelegenheiten OCHA (United Nations Office for the Coordination of Humanitarian Affairs) sowie daraufhin zwischen 2014 und 2018 als Leitende Beraterin der Friedenstruppe der Vereinten Nationen in Zypern UNFICYP (United Nations Peacekeeping Force in Cyprus). Sie war von 2018 bis 2020 stellvertretende Leiterin der Abteilung Operation und Anwaltschaft im Amt der Vereinten Nationen für die Koordinierung humanitärer Angelegenheiten in New York City.
Am 30. Dezember 2020 wurde Lynn Hastings, die über zwanzig Jahre Erfahrung in humanitären Angelegenheiten, Entwicklungskoordination und politischen Angelegenheiten verfügt, vom Generalsekretär der Vereinten Nationen António Guterres zur stellvertretende Sonderkoordinatorin der Vereinten Nationen für den Nahost-Friedensprozess UNSCO (United Nations Special Coordinator for the Middle East Peace Process) ernannt und damit zur Nachfolgerin des aus Irland stammenden Jamie McGoldrick. In dieser Funktion ist sie Stellvertreterin des Norwegers Tor Wennesland. Zugleich fungiert sie als Residierende Koordinatorin der Vereinten Nationen und Humanitäre Koordinatorin für die Palästinensischen Autonomiegebiete. 
Im Dezember 2023 wurde bekannt, dass Israel das Visum für die UNO-Koordinatorin für humanitäre Angelegenheiten in den palästinensischen Gebieten nicht verlängern wolle.